# MNK Petar RKM
Il MNK Petar RKM è stata una squadra croata di calcio a 5 fondata nel 1993 a Zagabria, il colore sociale della squadra era il blu.
Nel suo palmarès non spicca nessun titolo, ma all'inizio del 2000 ha ottenuto buoni risultati come la piazza d'onore sia nel Campionato croato di calcio a 5 2001-2002, che nei due successivi, sempre preceduto dal MNK Split. Dopo il quinto posto della stagione 2004/2005 nella successiva stagione la formazione non ha terminato il campionato, di fatto ponendo fine alla sua parabola sportiva.